# Gare de Verneuil-sur-Avre
Gare de Verneuil-sur-Avre vasútállomás Franciaországban, Verneuil-sur-Avre településen.

## Vasútvonalak
Az állomást az alábbi vasútvonalak érintik:
- Saint-Cyr-Surdon-vasútvonal

## Kapcsolódó állomások
A vasútállomáshoz az alábbi állomások vannak a legközelebb:
- Gare de L'Aigle
- Gare de Nonancourt